# Contea di Elk (Kansas)
La contea di Elk in inglese Elk County è una contea dello Stato del Kansas, negli Stati Uniti. La popolazione al censimento del 2000 era di 3 261 abitanti. Il capoluogo di contea è Howard.